# 蕾切爾 (內華達州)
蕾切爾（英語：Rachel）是位於美國內華達州林肯縣的普查規定居民點。

## 人口
根據2020年美國人口普查的數據，蕾切爾的面積為11.24平方千米，皆為陸地。當地共有人口48人，而人口密度為每平方千米4.27人。